# Пожога
Пожога (рум. Pojoga) — село у повіті Хунедоара в Румунії. Входить до складу комуни Зам.
Село розташоване на відстані 336 км на північний захід від Бухареста, 41 км на захід від Деви, 126 км на південний захід від Клуж-Напоки, 94 км на схід від Тімішоари.

## Населення
За даними перепису населення 2002 року у селі проживали 319 осіб.
Національний склад населення села:
| Національність | Кількість осіб | Відсоток |
| -------------- | -------------- | -------- |
| румуни         | 278            | 87,1%    |
| українці       | 38             | 11,9%    |

Рідною мовою назвали:
| Мова       | Кількість осіб | Відсоток |
| ---------- | -------------- | -------- |
| румунська  | 278            | 87,1%    |
| українська | 38             | 11,9%    |